# Maurício Antônio
Maurício de Carvalho Antônio (São Paulo, São Paulo, 6 de febrero de 1992), conocido deportivamente como Maurício Antônio, es un futbolista brasileño. Juega de defensa y su equipo es el Paysandu S. C. del Campeonato Brasileño de Serie B.

## Trayectoria

### Clubes
| Club                          | País           | Año       |
| ----------------------------- | -------------- | --------- |
| Audax São Paulo               | Brasil         | 2010-2011 |
| E. C. Pelotas                 | Brasil         | 2012      |
| C. A. Penapolense             | Brasil         | 2012      |
| C. A. Juventus São Paulo      | Brasil         | 2013-2014 |
| Portimonense S. C.            | Portugal       | 2014-2016 |
| F. C. Porto "B" (préstamo)    | Portugal       | 2015-2016 |
| C. S. Marítimo                | Portugal       | 2016-2017 |
| Urawa Red Diamonds            | Japón          | 2017-2021 |
| Portimonense S. C. (préstamo) | Portugal       | 2020-2021 |
| Al-Batin F. C.                | Arabia Saudita | 2021-2023 |
| Coritiba                      | Brasil         | 2023-2024 |
| Paysandu S. C.                | Brasil         | 2025-     |

### Selección nacional
| Club   | País   | Año         |
| ------ | ------ | ----------- |
| Sub-15 | Brasil | Desconocido |
| Sub-17 | Brasil | 2009        |

## Palmarés

### Títulos nacionales
| Título             | Club               | País  | Año  |
| ------------------ | ------------------ | ----- | ---- |
| Copa del Emperador | Urawa Red Diamonds | Japón | 2018 |

### Títulos internacionales
| Título                      | Club               | Sede    | Año  |
| --------------------------- | ------------------ | ------- | ---- |
| Campeonato Sudamericano     | Brasil             | chile   | 2009 |
| Copa Suruga Bank            | Urawa Red Diamonds | Saitama | 2017 |
| Liga de Campeones de la AFC | Urawa Red Diamonds | Saitama | 2017 |

### Distinciones individuales
| Distinción                            | Año  |
| ------------------------------------- | ---- |
| Goleador de la Copa Mundial de Clubes | 2017 |